# Паеонол

Паеонол

Паеонол (4-метокси-2-гидроксиацетофенон) — вещество фенольного ряда, выделяемое из растений рода пион. Вещество применяется в традиционной медицине Китая, поскольку в отдельных исследованиях показано, что он может обладать противовоспалительными и обезболивающими свойствами.
В настоящее время лекарственные формы паеонола, одобренные Управлением по контролю за продуктами и лекарствами Китая, включают таблетки, инъекции и препараты для наружного применения, такие как мазь и лейкопластырь. До настоящего времени клиническое применение паеонола в Китае в основном было связано только с его противовоспалительной активностью. Однако накапливаются данные о его способности оказывать анти-фиброзное, противоопухолевое, кардиопротекторное, а также нейропротекторное действие.